# Przasnysz
Pour les articles homonymes, voir Przasnysz (homonymie).
Przasnysz (prononciation : [ˈpʂasnɨʂ]) est une ville du powiat de Przasnysz dans la voïvodie de Mazovie, dans le centre de la Pologne
Elle est une ville-powiat et (chef-lieu) du powiat de Przasnysz et de la gmina de Przasnysz.
La ville est située à environ 115 kilomètres au sud d'Olsztyn et 110 kilomètres de Varsovie (capitale de la Pologne)
Sa population s'élevait à 17 634 habitants en 2013.

## Histoire
Établie au XIIIe siècle, Przasnysz obtient le statut de ville en 1427.
En février-mars 1915, pendant la Première Guerre mondiale, l'armée russe arrête l'avance allemande à la bataille de Przasnysz.
En 1919, Przasnysz est rattachée à la deuxième république polonaise. Occupée par les Allemands en 1939, elle est rattachée à la Prusse-Orientale et reçoit des réfugiés allemands des Pays Baltes et de Roumanie. Prise par l'Armée rouge en 1945, elle redevient polonaise.

## Personnalités liées à la ville
- Léon Aréga (1908-?), écrivain français, y est né
- Adam Bień (1899-1998) - leader de la résistance polonaise, emprisonné par les soviétiques
- Alfred Borkowski (1930- ) - docteur et écrivain
- Stanisław Chełchowski (1866-1907) naturaliste et ethnographe
- Czesław Czaplicki (1922-2006) - leader de la résistance polonaise
- Daniel Drejerski (1978- ) artiste designer
- Stanisław Figielski (1875-1958) - administrateur apostolique
- Moisei Freidenberg (1858—1920) — inventeur russe et journaliste
- Stefan Gołębiowski (1900-1991) - traducteur du poète Horace en polonais
- Leon Gościcki (1870-1948) prête catholique, membre de la Rada Stanu
- Aleksander Kakowski (1862-1938) Archevêque de Varsovie
- Paweł Kostka (1549-1607) - chef militaire
- Stanisław Kostka (1550-1568) - patron des enfants dans l'Eglise catholique
- Teresa Mieczysława Kowalska (1902-1941) - religieuse
- Bernard Kryszkiewicz (1915-1945) - prêtre passionniste
- Józef Stanisław Ostoja-Kotkowski (1922-1994) - artiste
- Abraham Lichtstein - Av Beis Din (chef de la cour rabbinique) de Przasnysz
- Haskel Prager (né à Łucki, 1876–1940) - chef de la communauté juive libérale
- Kazimierz Rokitnicki (1701-1779) - évêque de Płock
- Włodzimierz Rykowski (1915-1988)
- Józef Sawa-Caliński ( -1771) - l'un des leaders de la Confédération de Bar
- Olgierd Vetesco (1913-1983) - artiste
- Tadeusz Witkowski (1946- ) - historien de littérature et l'un des leaders de la communauté polonaise aux États-Unis
- Zenon Żebrowski (~1898-1982) prêtre franciscain, architecte de Niepokalanów